# Yousuf Karsh
Yousuf Karsh (født 23. december 1908, død 13. juli 2002) var en armensk-canadisk fotograf, og anses som en af de mest berømte og anerkendte portrætfotografer nogensinde.

## Biografi
Hovsep Karsh (senere Yousuf eller Josuf) blev født i byen Mardin i det østlige Osmaniske Rige (det nuværende Tyrkiet).  Han voksede op i en periode med omfattende hungersnød, der bl.a. kostede søsteren livet, og Det Osmaniske Riges brutale fremfærd mod den armenske befolkningsgruppe og epidemien Den Spanske Syge. Det prægede familien og Karshs opvækst. Karsh beskrev det senere: "Jeg så familiemedlemmer blive massakreret; min søster døde af sult, og vi blev drevet fra landsby til landsby" Da han var 14, flygtede familien til Syrien. To år senere sendte familein Yousuf til Quebec i Canada for at bo hos onklen George Nakash, der var fotograf. Yousuf arbejdede i onklens atelier, og onklen så et stort potentiale i Yousuf, og fik sendt ham til at arbejde med portrætfotografen John Garo i Boston i USA. Efter fire år i Boston vendte Karsh tilbage til Quebec, hvor han arbejdede sammen med fotografen John Powls, hvis atelier han overtog, da Powls trak sig tilbage i 1933.
Karsh havde sin første soloudstilling i 1936 i "The Drawing Room" på hotellet Château Laurier, hvortil Karsh i 1973 flyttede sit atelier
 Den canadiske premierminister Mackenzie King opdagede Karsh og introducerede forskellige besøgende politikere og andre ledende personer for Karsh, der tog portrætfotos. Karshs arbejde tiltrak sig opmærksomhed, men det helt store gennembrud kom, da han den 30. december 1941 fotograferede Winston Churchill efter at Churchill havde holdt en tale til det canadiske parlament i Ottawa. Billedet af Churchill blev trykt på forsiden af Time Magazine og gjorde Karsh internationalt kendt. Billedet er et af de mest trykte fotografiske portrætter nogensinde.
Karsh tog endvidere berømte portrætter af fysikeren Albert Einstein, Ernest Hemingway og Pablo Picasso. Fotografierne er udstillet på Metropolitan Museum of Art i New York. Andre kendte personligheder, der blev portrætteret af Karsh, er Muhammad Ali, Zulfiqar Ali Bhutto, Fidel Castro, Dwight Eisenhower, Prinsesse Elizabeth, Clark Gable, Indira Gandhi, Audrey Hepburn, Grace Kelly, Jacqueline Kennedy, John F. Kennedy, Andy Warhol og Frank Lloyd Wright.

## Eksempler på arbejder
- Skuespilleren Peter Lorre
- Marx Brothers
- Skuespilleren Beatrice Lillie
- Duncan Campbell Scott
- Joan Crawford
- Martha Graham 1948.
- H.G. Wells 1943.
- Tyrone Power

## Eksterne links
- Wikimedia Commons har flere filer relateret til Yousuf Karsh
- Yousuf Karsh Officiel hjemmeside
- Citater af Yousuf Karsh
- Yousuf Karsh Biografi Arkiveret 13. december 2004 hos  Wayback Machine
- Portrætter af Yousuf Karsh på National Gallery of Canada Arkiveret 7. maj 2016 hos  Wayback Machine
- Yousuf Karsh på Kunstindeks Danmark/Weilbachs Kunstnerleksikon